# Scleria schimperiana
Scleria schimperiana är en halvgräsart som beskrevs av Johann Otto Boeckeler. Scleria schimperiana ingår i släktet Scleria och familjen halvgräs. Inga underarter finns listade i Catalogue of Life.